# Hohenthann

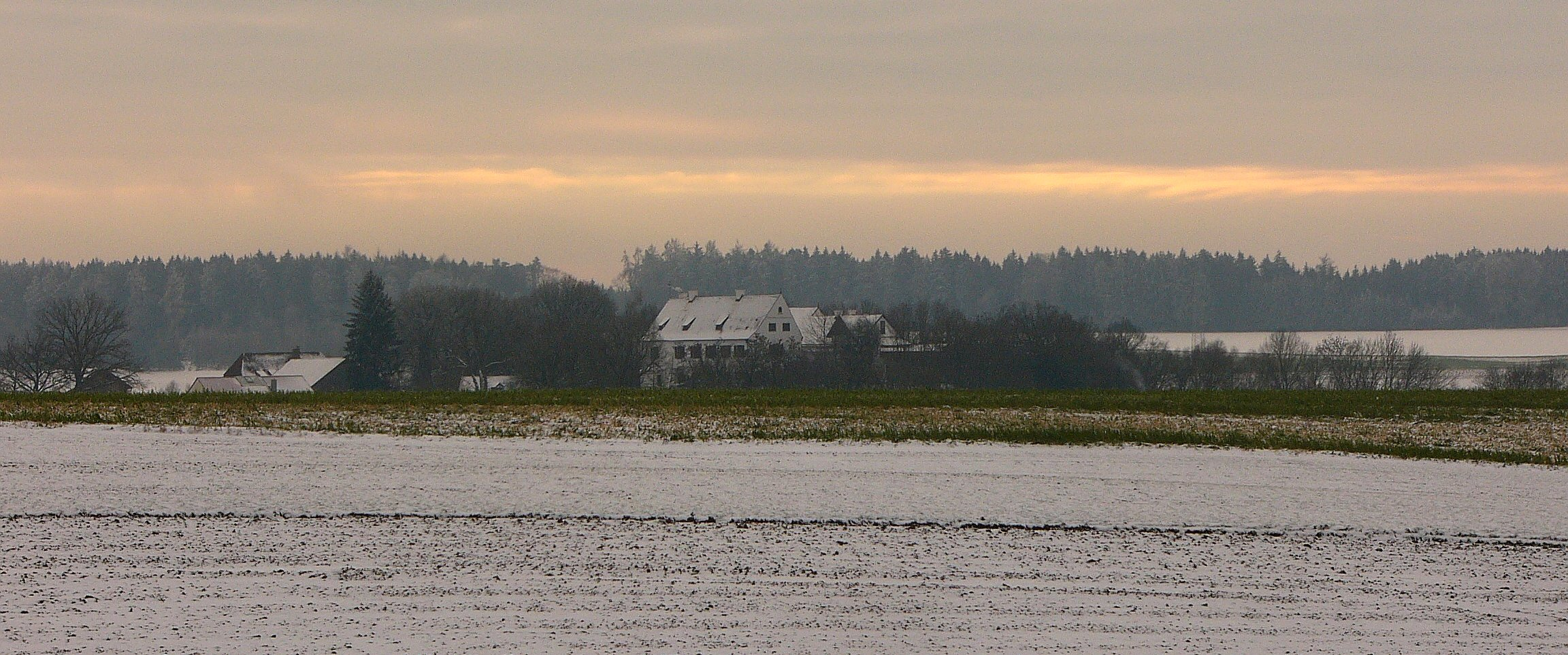
Kirchberg von Zieglstadl aus gesehen

Hohenthann ist eine Gemeinde im niederbayerischen Landkreis Landshut.

## Geographie

### Geographische Lage
Das Pfarrdorf Hohenthann liegt nördlich von Landshut in der Planungsregion Landshut am östlichen Rand der Hallertau. Die ländlich strukturierte Gemeinde ist flächenmäßig eine der größten des Landkreises.

### Gemeindegliederung
Es gibt 62 Gemeindeteile:
- Aign
- Altenburg
- Altenkofen
- Andermannsdorf
- Asbach
- Auhof
- Bergham
- Bergkußl
- Bibelsbach
- Biberg
- Buch
- Donhof
- Eberstall
- Eichstätt
- Ettenkofen
- Gambachreuth
- Gatzkofen
- Grafenhaun
- Hader
- Heiligenbrunn
- Hochreuth
- Hohenthann
- Hub
- Hummelsberg
- Irlmühle
- Kirchberg
- Kumpfmühle
- Laber
- Lehen
- Mainzendorf
- Mantel
- Mießling
- Oberergoldsbach
- Obergambach
- Oberhaid
- Oberhof
- Oberndorf
- Oed
- Penkofen
- Petersglaim
- Pfarrkofen
- Rehbügl
- Roseneck
- Schachten
- Schmatzhausen
- Schmidhof
- Schmidsberg
- Stranz
- Türkenfeld
- Unkofen
- Untergambach
- Unterhaid
- Wachelkofen
- Wachelkofenreuth
- Weichsberg
- Weihenstephan
- Weihmühle
- Weilmaier
- Windham
- Windkreuth
- Windschlag
- Zieglstadl

Es gibt die Gemarkungen Andermannsdorf, Petersglaim, Schmatzhausen, Türkenfeld, Wachelkofen, Weihenstephan und Oberergoldsbach.

### Nachbargemeinden
| Rottenburg an der Laaber 8 km | Rottenburg an der Laaber 8 km               | Neufahrn in Niederbayern 14 km |
| Pfeffenhausen 11 km           | Kompassrose, die auf Nachbargemeinden zeigt | Ergoldsbach 11 km              |
| Weihmichl 8 km                | Ergolding 12 km                             | Essenbach 13 km                |

## Geschichte

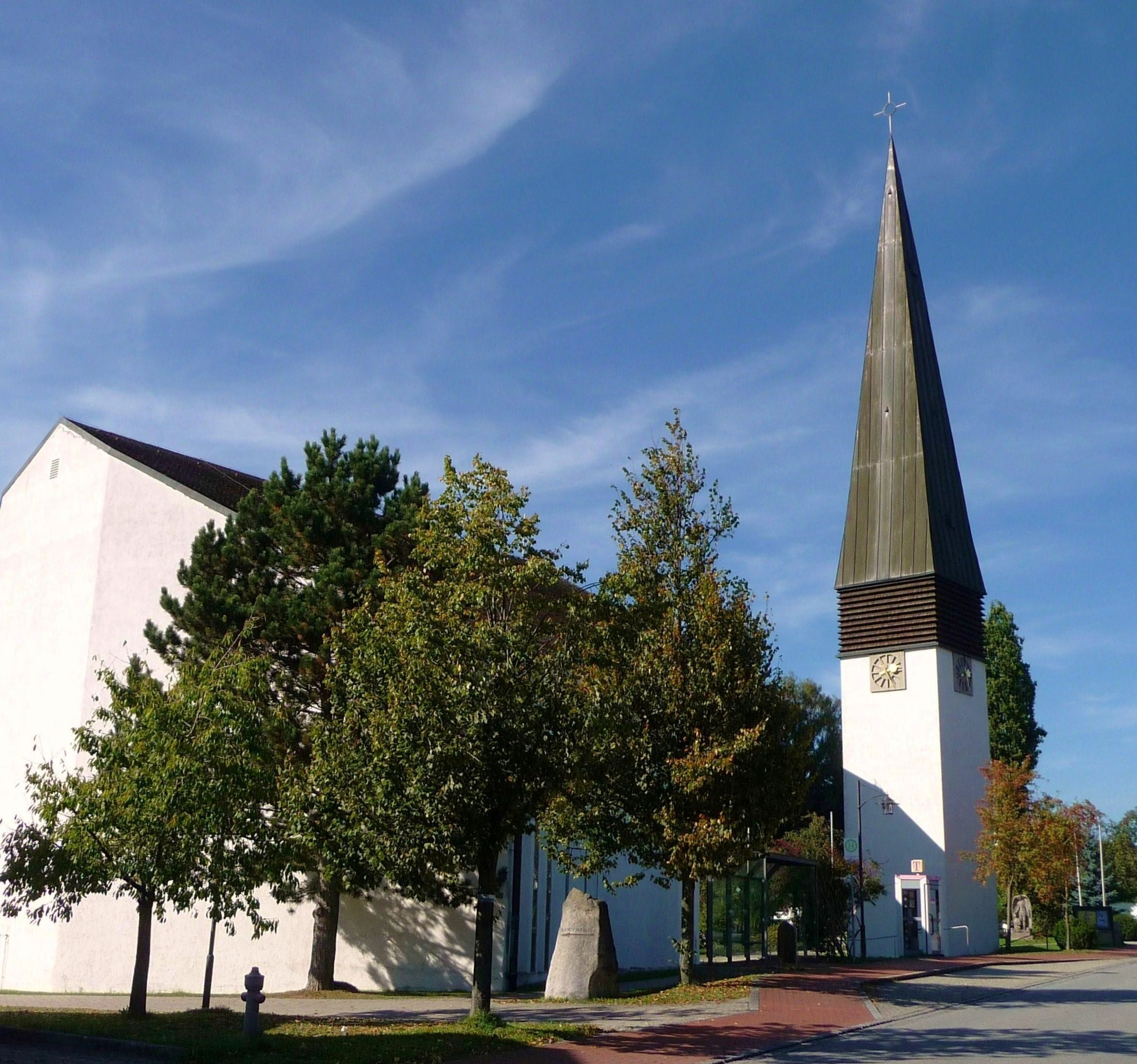
Pfarrkirche St. Laurentius mit abgesetztem Turm in Hohenthann

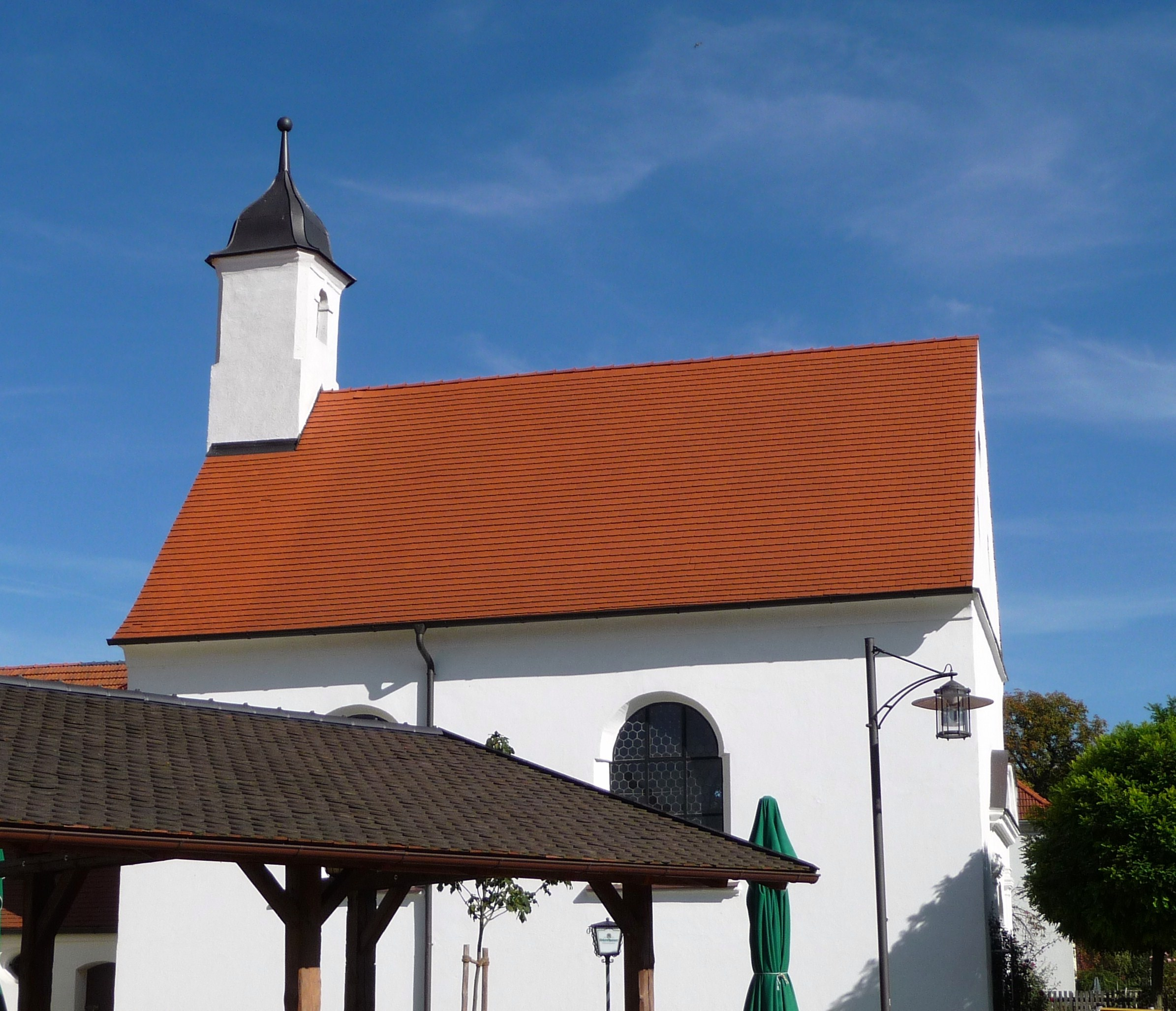
Schlosskapelle St. Johannes Nepomuk in Hohenthann

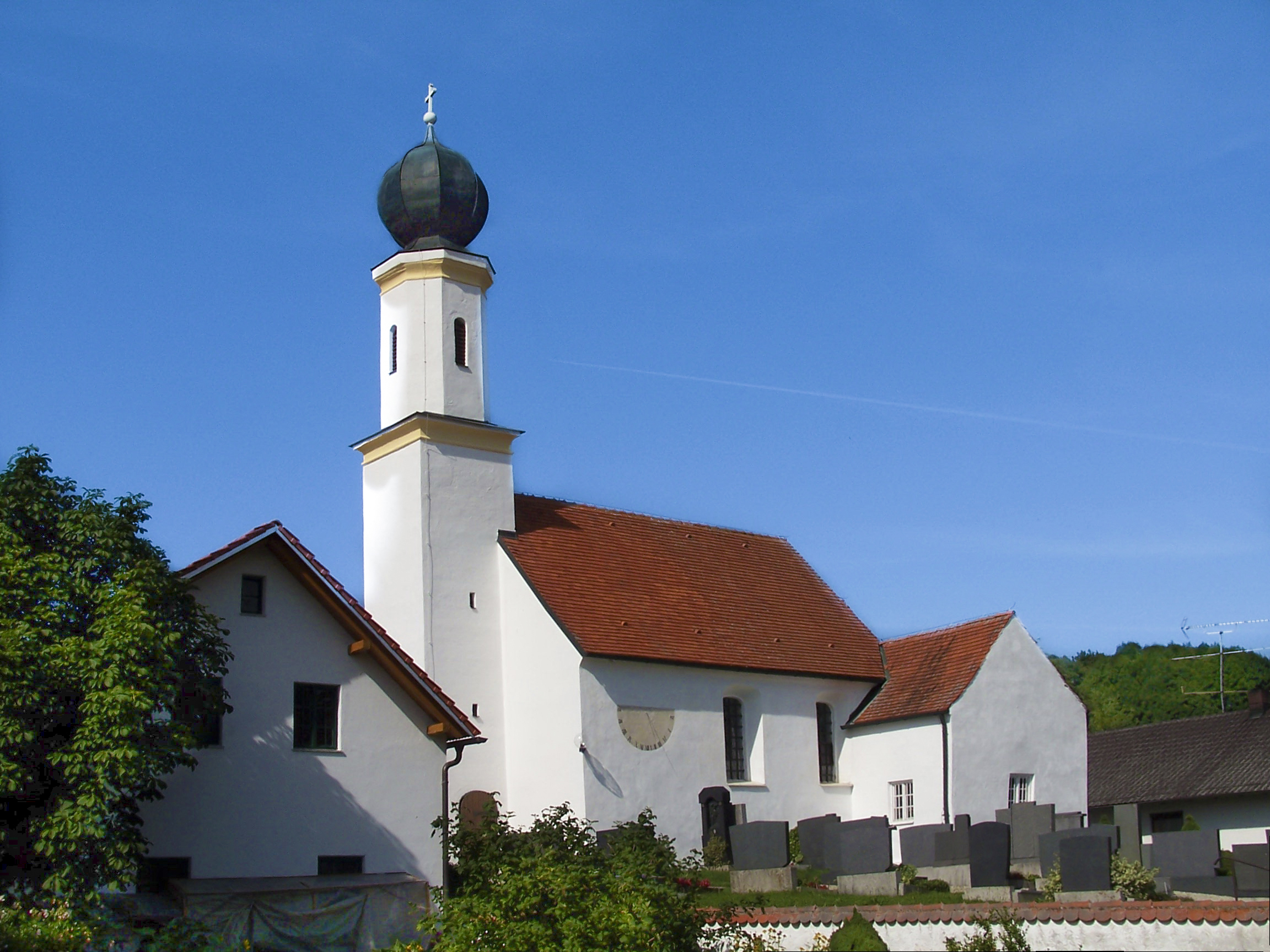
Filialkirche St. Peter in Petersglaim, mit Sonnenuhr an der Südfassade

### Bis zur Gemeindegründung
Das Vorkommen zahlreicher Keltenschanzen zeigt eine frühe Besiedlung. Zur Römerzeit gehörte das Gebiet zur Provinz Rätien. Erstmals urkundlich erwähnt wird Hohenthann im Jahre 1125 in den Monumenta Augensia. Das erwähnte Ortsadelsgeschlecht der Hohenthanner war bis 1407 am Ort ansässig. Die Hofmark gehörte später den Grafen von Deyring, die von der Mitte des 17. Jahrhunderts bis 1818 auch Inhaber des Ortsgerichts Hohenthann waren. Der Ort war Teil des Kurfürstentums Bayern und bildete eine geschlossene Hofmark, deren Sitz Hohenthann war. 1818 entstand mit dem Bayerischen Gemeindeedikt der Vorläufer der heutigen Gemeinde.

### Eingemeindungen
Im Jahr 1962 wurde die Gemeinde Gambach eingegliedert. Im Zuge der Gebietsreform in Bayern kamen am 1. Juli 1972 Oberergoldsbach (mit dem am 1. Januar 1949 aufgenommenen Ort Unkofen), Petersglaim, Türkenfeld, Wachelkofen und Weihenstephan hinzu. Andermannsdorf (mit dem am 1. Januar 1949 eingemeindeten Kirchberg) und Schmatzhausen folgten am 1. Mai 1978.

### Geschichte der Gemeindeteile
Andermannsdorf wird bereits im Jahr 822 urkundlich erwähnt. Der Gemeindeteil Kirchberg wird mit Graf Arterius I. bereits im Jahr 812 erwähnt. Kirchberg war bis 1945 selbst Gemeinde und gehörte dann bis zur Eingemeindung 1978 zu Andermannsdorf. Die erste urkundliche Erwähnung von Petersglaim („Glaim“) und Grafenhaun („Hawn“) finden sich um das Jahr 1140. Um 1133 schenkte die Gattin des Udalrichs von Wolfstein ein Landgut in der Villa „Smuteshusa“ an das Stift St. Kastulus in Moosburg. Türkenfeld ist schon Anfang des 11. Jahrhunderts als „Turtinveld“ belegt. Weihenstephan wird urkundlich zum ersten Mal 1229 im bayerischen Herzogsurbar erwähnt. Die Kirche in Weihenstephan wird erstmals urkundlich im Jahr 1259 erwähnt. Das örtliche Schloss wurde von Georg Carl Freiherr von Etzdorf auf Weihenstephan und Stamsried († 1712) erbaut und ist heute im Besitz der Familie Deroy von Fürstenberg. 1818 entstanden mit dem Bayerischen Gemeindeedikt die Gemeinden Andermannsdorf, Kirchberg, Oberergoldsbach, Petersglaim, Schmatzhausen, Türkenfeld, Wachelkofen und Weihenstephan.

### Einwohner
Gemäß Bayerischem Landesamt für Statistik  haben sich die Einwohnerzahlen wie folgt entwickelt (ab 1960 jeweils 31. Dezember):
| Stand              | Einwohner |
| ------------------ | --------- |
| 1. Dezember 1840   | 2371      |
| 1. Dezember 1871   | 2726      |
| 1. Dezember 1900   | 2964      |
| 10. Juni 1925      | 2968      |
| 17. Mai 1939       | 2742      |
| 13. September 1950 | 3960      |

| Stand | Einwohner |
| ----- | --------- |
| 1960  | 2744      |
| 1970  | 2637      |
| 1980  | 2676      |
| 1990  | 2767      |
| 1995  | 3254      |
| 2000  | 3633      |
| 2005  | 3804      |
| 2006  | 3773      |

| Stand | Einwohner |
| ----- | --------- |
| 2007  | 3761      |
| 2008  | 3804      |
| 2009  | 3852      |
| 2010  | 3843      |
| 2011  | 3823      |
| 2012  | 3835      |
| 2013  | 3936      |
| 2014  | 3995      |

| Stand | Einwohner |
| ----- | --------- |
| 2015  | 4063      |
| 2016  | 4094      |
| 2017  | 4121      |
| 2018  | 4170      |
| 2019  | 4189      |
| 2020  | 4230      |

Seit 1972, dem Jahr der Gemeindereform, hat sich die Einwohnerzahl bis 2015 um 1383 Personen erhöht. Das entspricht einem Wachstum von 51,60 Prozent. Damit wuchs die Einwohnerzahl in den letzten zehn (fünf) Jahren um 7,69 (6,28) Prozent.
Im Zeitraum 1988 bis 2018 stieg die Einwohnerzahl von 2674 auf 4170 um 1496 Einwohner bzw. um 56 %.
| Alter         | Einwohner nach Alter |
| ------------- | -------------------- |
| jünger als 18 | 22,7 %               |
| 18 bis 29     | 11,3 %               |
| 30 bis 49     | 32,7 %               |
| 50 bis 64     | 17,6 %               |
| älter als 65  | 15,6 %               |

## Religionen
Die überwiegende Mehrheit der Bevölkerung ist römisch-katholisch. Es gibt die drei katholischen Pfarreien St. Laurentius in Hohenthann, St. Katharina in Schmatzhausen und St. Andreas in Andermannsdorf. Diese bilden einen Pfarrverband aus rechtlich eigenständigen Pfarreien, alle zum Bistum Regensburg gehörend.

## Politik
Acht Monate nach Ende des Zweiten Weltkrieges fanden am 27. Januar 1946 die ersten Kommunalwahlen (Gemeinderatswahlen) in den kreisangehörigen Gemeinden Bayerns statt. In den Monaten April und Mai 1946 folgten dann noch die ersten Wahlen der Bürgermeister, Landräte sowie Kreistage. 2006 wurde das 60-jährige Jubiläum begangen.

### Gemeinderat
Der Gemeinderat besteht aus 16 Personen. Nach der Kommunalwahl 2020 (zum Vergleich: Kommunalwahl 2014) sind darunter 13 (13) Männer und drei (drei) Frauen. Sie führte zu folgender Sitzverteilung im Gemeinderat:
- CSU 8 (6) Sitze,
- Freie Wähler 7 (6) Sitze und
- SPD 1 (1) Sitz.

Die Hohenthanner Bürger- und Umweltliste (H-BUL), die 2014 erstmals bei der Gemeinderatswahl angetreten und in dem Gremium in der Wahlperiode 2014–2020 mit drei Sitzen vertreten war, trat 2020 nicht mehr an. Sie war aus der Interessengemeinschaft „Sauberes Trinkwasser“ hervorgegangen.
Bei der Wahl waren 3387 (3066) Bürger stimmberechtigt; 2500 (2307) davon haben als Wähler teilgenommen, was einer Wahlbeteiligung von 73,81 (75,24) Prozent entspricht. 2459 (2277) gültige und 41 (30) ungültige Stimmen wurden abgegeben.
Die Sitzverteilung im Gemeinderat entwickelte sich seit 2008 wie folgt:
|      | CSU | SPD | FW | H-BUL | Gesamt   |
| 2008 | 5   | 1   | 10 | n. a. | 16 Sitze |
| 2014 | 6   | 1   | 6  | 3     | 16 Sitze |
| 2020 | 8   | 1   | 7  | n. a. | 16 Sitze |

### Bürgermeister
Bis er 2014 zum Landrat des Landkreises Landshut gewählt wurde, war Peter Dreier (Freie Wähler) Bürgermeister. Er wurde im Jahr 2002 Nachfolger von Fritz Rauchenecker (CSU), der zuvor 36 Jahre im Amt war. Bei den Kommunalwahlen 2008 wurde Dreier im Amt bestätigt. Die erste Runde der Kommunalwahl 2014 ergab keine absolute Mehrheit für einen der drei Kandidaten. Am 30. März 2014 wurde dann Andrea Weiß (CSU) in der Stichwahl zur neuen Bürgermeisterin gewählt. Bei der Bürgermeisterwahl am 15. März 2020 wurde sie mit 58,12 Prozent der Stimmen im ersten Wahlgang im Amt bestätigt.
Liste der Bürgermeister seit der Gebietsreform
| Amtszeit  | Bürgermeister      |
| --------- | ------------------ |
| bis 2002  | Fritz Rauchenecker |
| 2002–2014 | Peter Dreier       |
| ab 2014   | Andrea Weiß        |

### Verwaltung
Im Jahr 2021 betrugen die Gemeindesteuereinnahmen 5.204.000 €, davon waren 1.762.000 € Gewerbesteuereinnahmen (netto).
Die Gemeinde ist Mitglied in folgenden Zweckverbänden:
- Gewässerunterhaltungszweckverband Landshut-Kelheim-Dingolfing-Landau
- Regionaler Planungsverband Landshut
- Zweckverband zur Wasserversorgung Rottenburger Gruppe Pattendorf

Die Gemeindeverwaltung erbringt 304 verschiedene behördliche Leistungen.

### Wappen
| Wappen von Hohenthann | Blasonierung: „Gespalten von Blau und Silber; vorne ein linksgewendeter goldener Löwe, der einen goldenen Ring in der erhobenen linken Pranke hält, hinten eine bewurzelte grüne Tanne.“ |
| Wappen von Hohenthann | Wappenbegründung: Der linke Teil zeigt einen Löwen mit Ring in der Pranke, der aus dem Wappen der Adelsfamilie von Deuring übernommen wurde, die von ca. 1650 bis 1818 Inhaberin der Hofmark bzw. des Ortsgerichts Hohenthann war. Die Tanne im rechten Teil ist dem Gemeindenamen geschuldet. Die Gemeinde Hohenthann führt dieses Wappen seit 1969, als im Gemeinderat ein entsprechender Beschluss gefasst worden ist. Dieser wurde mit der Zustimmung des bayerischen Innenministeriums am 3. Dezember 1969 offiziell. |

## Kultur und Sehenswürdigkeiten

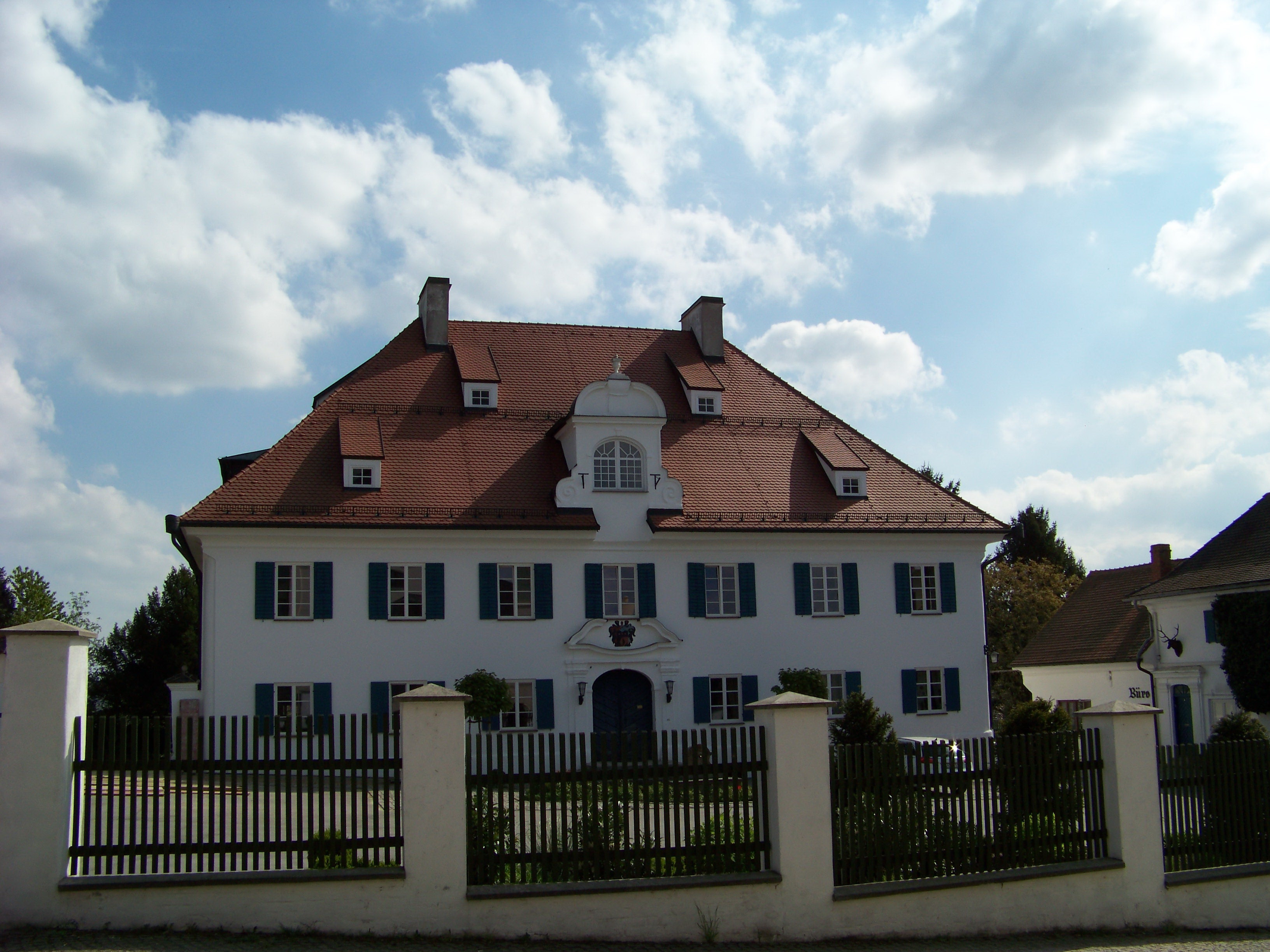
Schloss Hohenthann

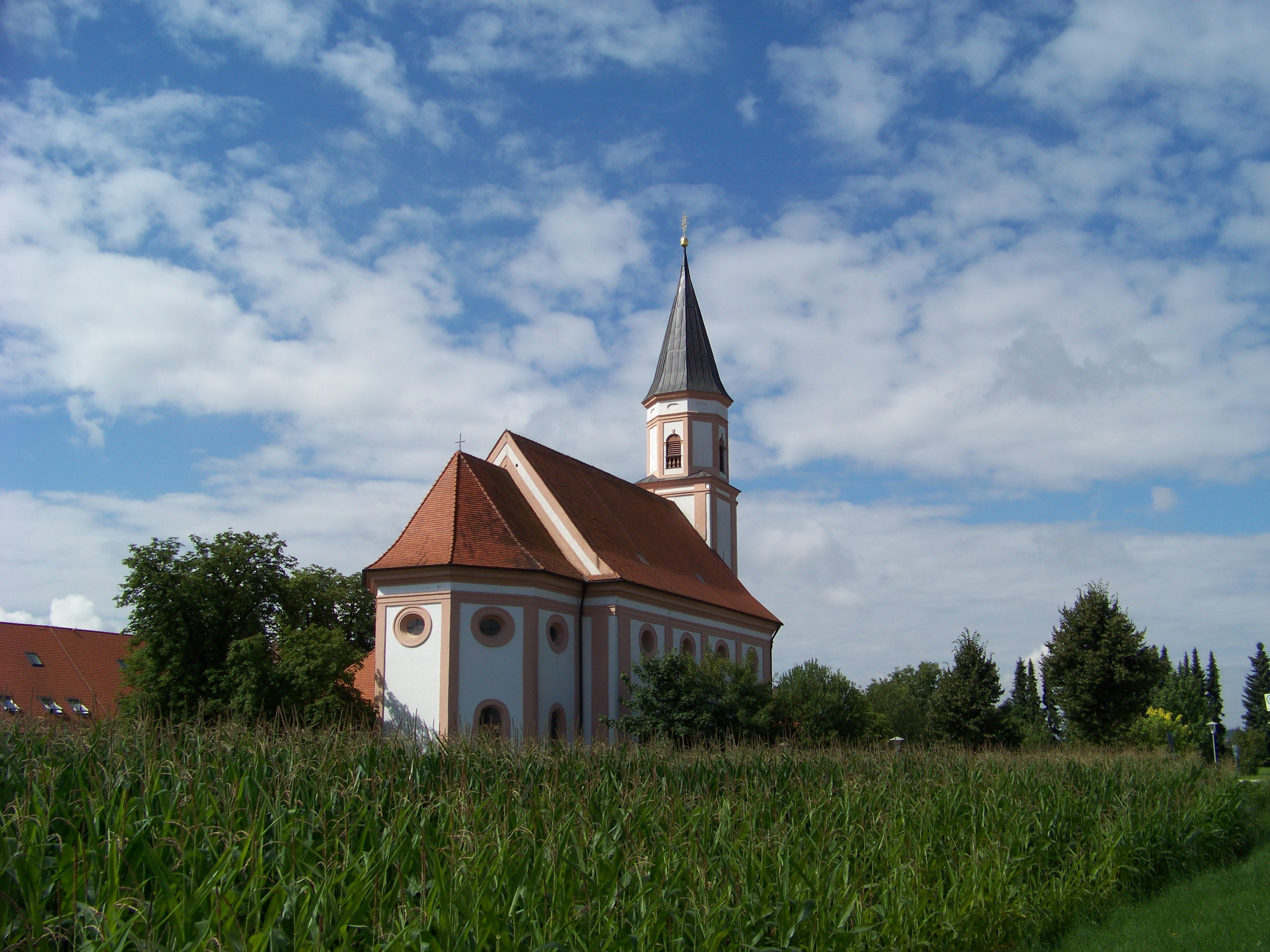
Wallfahrtskirche Heiligenbrunn

### Baudenkmäler
- Wallfahrtskirche Mariä Heimsuchung (Heiligenbrunn)
- Burg Kirchberg
- Schloss Hohenthann
- Schloss Weihenstephan
- Filialkirche St. Ägidius in Türkenfeld (ehemalige Schlosskapelle)

### Naturdenkmäler
- „Linde an der Sankt Andreas Kirche von Andermannsdorf“ (Verordnungsentwurf ausgelegt)[20]

### Regelmäßige Veranstaltungen
- Bierfest mit Zeltparty (zweites Juliwochenende)
- Eichertreffen Türkenfeld (letztes Augustwochenende, zweijährig nur in ungeraden Jahren)
- Brauerei-Hoffest (Mitte September, zweijährig nur in geraden Jahren)
- Weihnachtsmarkt (erster Adventssonntag)

### Weiteres
- Hobbit-Haus von Alois Riederer (seit 2017 in den Medien mit steigendem Besucherinteresse)

## Wirtschaft und Infrastruktur
Es gab 2011 nach der amtlichen Statistik im Bereich der Land- und Forstwirtschaft 10, im produzierenden Gewerbe 233, im Bereich Handel, Verkehr, Gastgewerbe 78, bei Unternehmensdienstleistern 17 und bei öffentlichen und privaten Dienstleistern 68 sozialversicherungspflichtig Beschäftigte am Arbeitsort. Somit waren am Arbeitsort insgesamt 406 Personen sozialversicherungspflichtig beschäftigt, darunter 256 Männer. Sozialversicherungspflichtig Beschäftigte am Wohnort gab es insgesamt 1412, was einem Pendlersaldo von −1006 entspricht.
In Folge einer entsprechenden Bewertung der Wirtschaftskraft der Gemeinde Hohenthann sind die Schlüsselzuweisungen von 777.856 Euro im Jahr 2019 um 5,2 Prozent auf 818.508 Euro für das Jahr 2020 angestiegen.
| Zuweisungen an      | Jahr    | Jahr    | Jahr    | Jahr    | Jahr    | Jahr    |
| Zuweisungen an      | 2015    | 2016    | 2017    | 2018    | 2019    | 2020    |
| ------------------- | ------- | ------- | ------- | ------- | ------- | ------- |
| Gemeinde Hohenthann | 814.296 | 760.688 | 750.616 | 786.428 | 777.856 | 818.508 |

Seit 1864 existiert in Hohenthann die Hohenthanner Schlossbrauerei.

### Land- und Forstwirtschaft
Im Jahr 2020 bestanden 125 landwirtschaftliche Betriebe mit einer landwirtschaftlich genutzten Fläche von insgesamt 5.496 ha, davon waren 5.333 ha Ackerfläche. Der Bestand an Wiesen und Weiden lag bei 154 ha. Die Mehrzahl der Betriebe hatte eine Größe über 50 Hektar gefolgt von Betrieben mit einer Größe von 20 bis unter 50 Hektar und unter 5 ha. In Hohenthann gibt es durch die Lage am östlichen Ende der Hallertau auch einige Hopfenbauern.
| Betriebsgröße in ha | Anzahl der Betriebe | Anzahl der Betriebe |
| Betriebsgröße in ha | 2010                | 2020                |
| ------------------- | ------------------- | ------------------- |
| unter 5             | 4                   | 24                  |
| 5 bis unter 10      | 14                  | 17                  |
| 10 bis unter 20     | 17                  | 16                  |
| 20 bis unter 50     | 36                  | 24                  |
| 50 oder mehr        | 41                  | 44                  |
| Gesamt              | 112                 | 125                 |

2020 wurde auf 81,7 Prozent der Ackerfläche Getreide angebaut.
Die Viehwirtschaft hat in der Gemeinde einen starken Anteil an der landwirtschaftlichen Produktion. Von 2007 bis 2020 hat sich die Haltung von Rindern und Milchvieh rückläufig entwickelt, während sich der Bestand an Schweinen deutlich erhöht hat.
| Tierart                                                    | Anzahl | Anzahl |
| Tierart                                                    | 2007   | 2020   |
| ---------------------------------------------------------- | ------ | ------ |
| Rinder                                                     | 1.007  | 575    |
| Milchkühe (bereits in der Gesamtzahl der Rinder enthalten) | 259    | –      |
| Schweine insgesamt                                         | 54.015 | 67.506 |
| Hühner insgesamt                                           | 244    | –      |

### Breitbandversorgung
Im Rahmen der Richtlinie zur Förderung des Aufbaus von Hochgeschwindigkeitsnetzen im Freistaat Bayern vom 10. Juli 2014 steht den Gemeinden ein Förderbetrag von mindestens 500.000 Euro und maximal 950.000 Euro zur Verfügung; für Hohenthann beträgt dieser 940.000 Euro

### Bauen und Wohnen
| Gemeindeteil    | Wohnbauflächen ausgewiesene Baugebiete | unbeplanter Innenbereich | ausgewiesene gewerbliche Bauflächen | Ackerland |
| --------------- | -------------------------------------- | ------------------------ | ----------------------------------- | --------- |
| Hohenthann      | 100 €                                  | 100 €                    | 40 €                                | 6,50 €    |
| Schmatzhausen   | 80 €                                   | 80 €                     |                                     | 6,50 €    |
| Weihenstephan   | 80 €                                   | 80 €                     |                                     | 6,50 €    |
| Grafenhaun      | 55 €                                   | 55 €                     |                                     | 6,50 €    |
| Türkenfeld      | 50 €                                   | 50 €                     |                                     | 6,50 €    |
| Oberergoldsbach | 50 €                                   | 50 €                     |                                     | 6,50 €    |
| Andermannsdorf  | 65 €                                   | 50 €                     |                                     | 6,50 €    |
| Kirchberg       |                                        | 45 €                     |                                     | 6,50 €    |
| Eberstall       |                                        | 40 €                     |                                     | 6,50 €    |
| Unkofen         |                                        | 40 €                     |                                     | 6,50 €    |
| Untergambach    |                                        | 50 €                     |                                     | 6,50 €    |

### Wasserversorgung

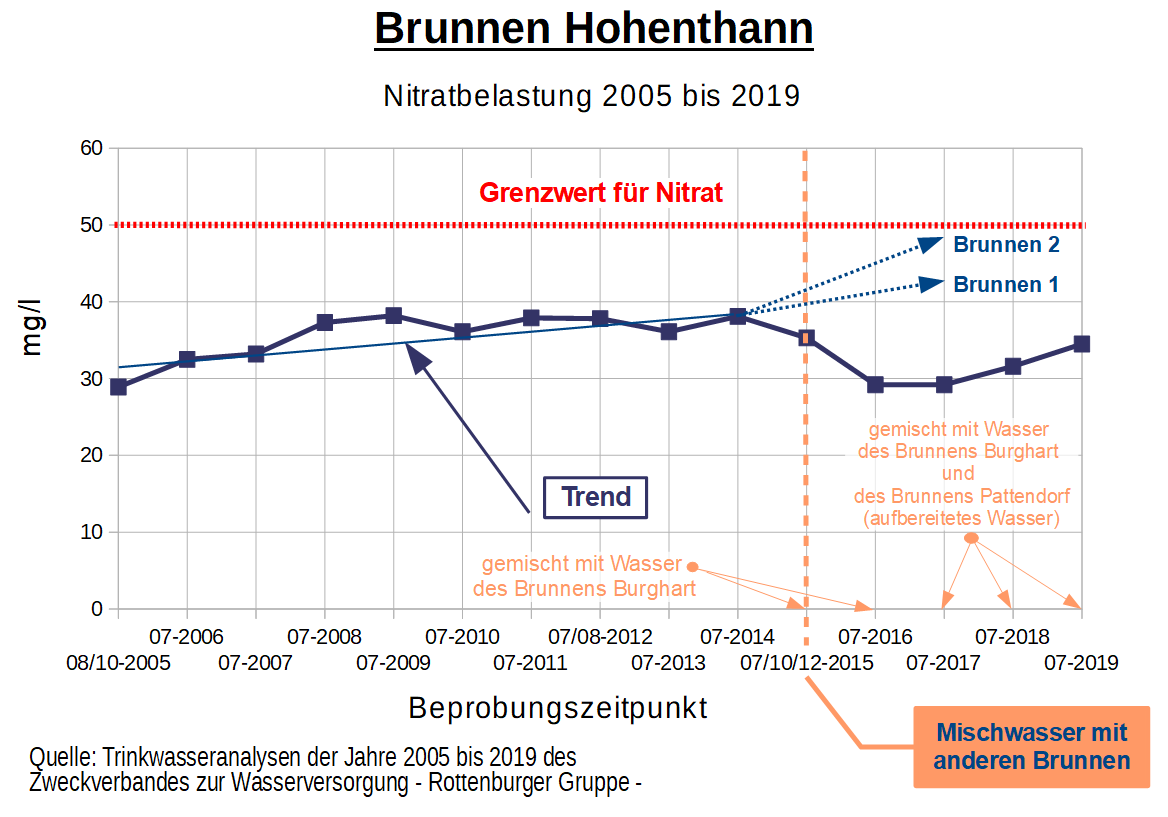
Nitratbelastung des Trinkwassers in den Jahren 2005 bis 2019 betreffend die Brunnenanlage Hohenthann

Die intensive Landwirtschaft, insbesondere die Schweinemast, hat zu einer erheblichen Belastung des Grund- und Trinkwassers mit Nitrat in Hohenthann und Umgebung geführt. Der Trend der Wasseranalysen der Jahre 2005 bis 2014 des Brunnens Hohenthann zeigt hier eine ansteigende Tendenz. Die Beprobung vom Juli 2014 (2013) ergab einen Nitratgehalt von 38,1 (36,1) mg/l. Der Grenzwert liegt bei 50 mg/l. Seit dem Analysejahr 2015 wird dem Wasser der Brunnenanlage Hohenthann Wasser des Brunnens Burghart zugefügt werden; seit 2017 zusätzlich auch noch aufbereitetes Wasser des Brunnens Pattendorf.
Am 19. September 2012 und am 17. September 2013 wurden außerdem vom Landratsamt Landshut Ausnahmegenehmigungen über die Zulassung der Abweichung vom Grenzwert für Pestizidrückstände erteilt.
Im Rahmen eines bayernweit einzigartigen Forschungsprojekts werden seit 2013 durch die Technische Universität München die Auswirkungen der intensiven Landwirtschaft auf die Wasserqualität sowie Lösungsansätze zur Reduktion des Nitrateintrages untersucht. Gefördert wird das Projekt sowohl vom Bayerischen Staatsministerium für Ernährung, Landwirtschaft und Forsten als auch vom Bayerischen Staatsministerium für Umwelt und Verbraucherschutz.

### Verkehr
Durch Hohenthann führt die Staatsstraße St 2143, welche Landshut mit Rottenburg und Langquaid verbindet. Außerdem durchqueren einige Kreisstraßen die Gemeinde Hohenthann.

### Energie
2015 (Stand: 24. August) lag der Stromverbrauch in Hohenthann bei etwa 28.083 MWh/Jahr. Dem stehen etwa 15.099 MWh/Jahr auf dem Gemeindegebiet produzierten Stromes aus regenerativen Energiequellen (erfasst über das EEG – Erneuerbare Energien Gesetz) entgegen. Damit liegt der Anteil an Strom aus erneuerbaren Energien in Hohenthann bei etwa 54 %. (Zum Vergleich: Im Landkreis Landshut beträgt dieser Anteil 45 %.)
Der größte Zubau fand in den Jahren 2008 bis 2012 statt.

#### Biomasse
Zirka 4.640 MWh/Jahr werden in drei Biomasseanlagen auf dem Gebiet der Gemeinde Hohenthann erzeugt.
Biogasanlagen gibt es auf dem Gebiet der Gemeinde Hohenthann in:
- Ettenkofen – 150 kWelektrisch
- Pfarrkofen – 440 kWelektrisch
- Stranz – 130 kWelektrisch

#### Photovoltaik
Fast 10.458 MWh/Jahr Solarstrom werden auf dem Gebiet der Gemeinde mit etwa 476 Anlagen auf Dächern von privaten wie gewerblich oder landwirtschaftlich genutzten Gebäuden produziert.

#### Windkraft
Die Namen der Gemeindeteile Windham, Windkreuth und Windschlag deuten auf eine windreiche Gegend hin. Auf dem Gemeindegebiet von Hohenthann gibt es derzeit keine Windkraftanlagen. Potenzial für die Errichtung von Windkraftanlagen ist vorhanden. Mit Bescheid vom 13. Januar 2014 wurde von der Regierung von Niederbayern die Sechste Verordnung zur Änderung des Regionalplans Landshut für verbindlich erklärt, die die Verfügbarkeit von Flächen für die Windkraft regelt. Vorranggebiete für Windkraft auf dem Gemeindegebiet Hohenthann sind demnach:
- WK30 Grafenhaun West
- WK32 Türkenfeld
- WK33 Oberergoldsbach

Es gibt ein Vorbehaltsgebiet:
- WK63 Petersglaim

Stand April 2013 befand sich die Gemeinde im Verfahren zur Änderung des Flächennutzungsplanes, um weitere Konzentrationszonen für die Windkraftnutzung auszuweisen.  Am 13. August 2014 wurde die Ausarbeitung eines Bebauungsplanentwurfs für die Konzentrationszone W24 des sachlichen Teilflächennutzungsplans „Windkraft“ beauftragt sowie ein Antrag auf Errichtung und Betrieb von fünf Windkraftanlagen im Gemeinderat behandelt. Am 10. September beschloss der Gemeinderat hierfür keinen Bebauungsplan mehr aufzustellen. Eine Juli 2016 in Planung befindliche 199 Meter hohe Windkraftanlage bei Wachelkofenreuth befand sich im Februar 2017 im Testbetrieb.
Es gibt eine Bürgerinitiative gegen Windkraftanlagen.

#### Wasserkraft
Auf dem Gemeindegebiet von Hohenthann gibt es keine Wasserkraftanlagen. Potenzial dafür ist nicht vorhanden.

### Bildung
Es gibt 2022 folgende Einrichtungen:
- vier Kinderbetreuungseinrichtungen mit insgesamt 272 genehmigten Plätzen, in denen 207 Kinder von 55 Personen betreut und gefördert werden
- eine Grundschule mit 174 Schülerinnen und Schülern, die von 13 Lehrkräften unterrichtet werden (Schuljahr 2021/22)

## Persönlichkeiten
- Johann Rauchenecker (1853–1903), Brauereibesitzer und Reichstagsabgeordneter
- Joseph Heinrich (1895–1945), römisch-katholischer Geistlicher
- Peter Dreier (* 1966), Kommunalpolitiker, seit 2014 Landrat des Landkreises Landshut